# Dolors Montserrat

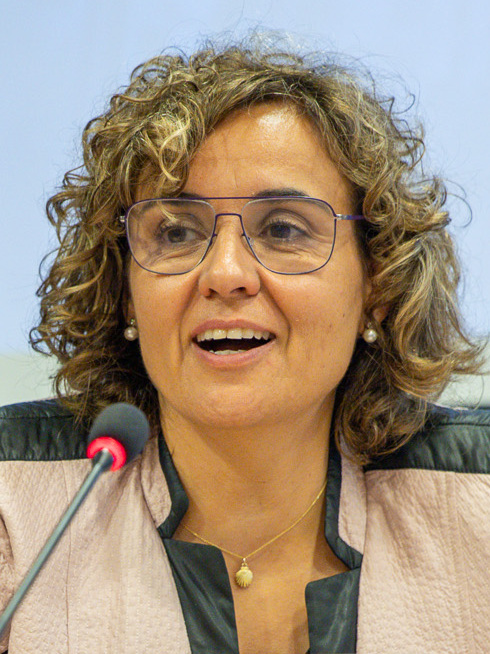
Dolors Montserrat (2025)

Dolors Montserrat i Montserrat (* 18. September 1973 in Sant Sadurní d’Anoia, Provinz Barcelona) ist eine spanische Juristin und Politikerin der Partido Popular (PP), der spanischen Volkspartei. Von 2016 bis 2018 war sie Ministerin für Gesundheit, soziale Dienste und Gleichstellung im Kabinett Rajoy II und von 2008 bis 2019 Abgeordnete zum Congreso de los Diputados. Seit dem 2. Juli 2019 ist sie Mitglied des Europäischen Parlaments.

## Leben

### Ausbildung und Beruf
Dolors Montserrat wurde als Tochter der Politikerin Dolors Montserrat i Culleré, Abgeordnete zum Parlament von Katalonien, geboren.
Sie studierte Rechtswissenschaft an der Universität Abt Oliba CEU in Barcelona. Im Rahmen des Erasmus-Programms besuchte sie die Universität Ferrara, Grundkenntnisse der deutschen Sprache erwarb sie an der Albert-Ludwigs-Universität Freiburg. Postgraduale Studien absolvierte sie an der Universität Pompeu Fabra, der Universität Barcelona, der ESADE und der IESE Business School.
Von 1997 bis 2011 war sie als Rechtsanwältin, spezialisiert auf Zivil-, Eigentums- und Familienrecht, tätig.

### Politik
1992 trat sie der Partido Popular (PP) bei, seit 2004 ist sie Mitglied des Exekutivkomitees der katalanischen Partit Popular de Catalunya (PPC). Von 2003 bis 2015 fungierte sie als Stadträtin und Sprecherin der PP-Fraktion ihrer Heimatstadt Sant Sadurní d’Anoia.
Von 2008 bis zu den Parlamentswahlen 2019 war sie für die Provinz Barcelona in der 9. bis zur 12. Legislaturperiode Abgeordnete zum Congreso de los Diputados, dem Unterhaus des spanischen Parlamentes, der Cortes Generales. In der 10. Wahlperiode fungierte sie dort als Dritte Vizepräsidentin.
Vom 4. November 2016 bis zum 6. Juni 2018 gehörte sie als Ministerin für Gesundheit, soziale Dienste und Gleichstellung dem Kabinett Rajoy II an.
Nach der Europawahl in Spanien 2019 wurde sie in der mit 2. Juli 2019 beginnenden 9. Wahlperiode des Europäischen Parlamentes volles Mitglied im Ausschuss für Umweltfragen, öffentliche Gesundheit und Lebensmittelsicherheit (ENVI) sowie Vorsitzende des Petitionsausschusses (PETI) für die Europäische Volkspartei (EVP) in der Fraktion der Europäischen Volkspartei (Christdemokraten) und Delegationsleiterin der Partido Popular.
Bei der Europawahl 2024 war sie Spitzenkandidatin der Partido Popular.

## Auszeichnungen
- 2024: Rising Star des The Parliament Magazines[9]